# Uppsala General Catalogue of Galaxies
Uppsala General Catalogue of Galaxies, (UGC), är en katalog över galaxer.
UGC omfattar hela norra stjärnhimlen och lite av den södra. Katalogen sammanställdes av astronomen Peter Nilson vid Uppsala astronomiska observatorium under åren 1967–1973. Totalt innehåller katalogen 12 921 galaxer.